# ホセ・レイエス
ホセ・ベルナベ・レイエス（José Bernabé Reyes, 1983年6月11日 - ）は、ドミニカ共和国サンティアゴ州ビラ・ゴンザレス出身の元プロ野球選手（内野手）。右投両打。愛称はラ・メラーサ（La Melaza）。

## 経歴

### プロ入り前
レイエスは1983年6月11日、ドミニカ共和国のサンティアゴ州ビラ・ゴンザレスで生まれた。10歳のころ野球を始めたが、家が貧しかったためグラブには牛乳パック、ボールには柑橘類を使っていた。このときからポジションは遊撃手だった。
ロベルト・アロマーに憧れ野球に打ち込んでいたレイエスだったが、進学したリセオイ・デリア・レイエス高等学校には野球部がなかったため別のチームでプレイしていた。

### メッツ時代
1999年8月16日にニューヨーク・メッツと契約してプロ入り。
2000年は傘下のアパラチアンリーグのルーキー級キングスポート・メッツでプロデビュー。直後に右打者から両打ち（スイッチヒッター）へ転向した。この年は49試合に出場して打率.250、8打点、10盗塁を記録した。
2001年はA級キャピタルシティ・ボンバーズでプレーし、108試合に出場して打率.307、5本塁打、48打点、30盗塁を記録した。
2002年はA+級セントルーシー・メッツとAA級ビンガムトン・メッツでプレー。オールスター・フューチャーズゲームに選出され、MVPを獲得した。AA級ビンガムトンでは65試合に出場して打率.287、2本塁打、24打点、17盗塁を記録した。オフにUSAトゥデイのUSAトゥデイ・マイナーリーグ年間最優秀選手賞に選出されている。
2003年はAAA級ノーフォーク・タイズで開幕を迎えた。AAA級ノーフォークでは盗塁数1位を記録し、6月10日にメッツとメジャー契約を結んだ。同日のテキサス・レンジャーズ戦でメジャーデビュー。この日は20歳の誕生日の前日だったため、メッツでは1984年のドワイト・グッデン以来19年ぶり9人目の「10代でメジャーデビュー」となった。8月31日に左足首を捻挫し、9月5日に15日間の故障者リスト入りした。9月12日に60日間の故障者リストへ異動し、そのままシーズンを終えた。この年は69試合に出場して打率.307、5本塁打、32打点、13盗塁を記録した。
2004年は前年オフに西武ライオンズから松井稼頭央が加入したため、レイエスは二塁手へ転向。地元ニューヨークではレイエスの二塁コンバートに反対する声が根強かった。それでもレイエス本人は「チームはメジャー最高の二遊間を作ろうとしている。僕にはそれがよく分かったんだ」といい、日本でのプレー経験があるホセ・パーラから「リトル・マツイは素晴らしい選手だよ」と聞いたこともあって、二塁への転向を二つ返事で承諾した。3月4日にメッツと1年契約に合意。開幕直前の4月3日にハムストリングの故障で15日間の故障者リスト入りし、6月9日に60日間の故障者リストへ異動の後、19日に復帰した。復帰後は44試合に出場していたが、8月13日に左腓骨の疲労骨折で15日間の故障者リスト入りした。9月24日に復帰。この年は53試合の出場にとどまり、2本塁打14打点19盗塁、打率.255だった。同年は二塁手として43試合に出場した他、遊撃手としても10試合に出場したが、守備率.957とリーグ平均の.973を下回った。翌年以降は遊撃手に復帰した。2014年終了時点で遊撃以外のポジションを守ったのはこの年のみである。
2005年3月2日にメッツと1年契約に合意。同年は遊撃手、代打として161試合に出場し、打率.273ながらいずれもリーグ最多となる60盗塁・17三塁打を記録。
2006年はシーズン開幕前の3月に開催された第1回ワールド・ベースボール・クラシック（WBC）のドミニカ共和国代表に選出された。3月2日にメッツと1年契約に合意。

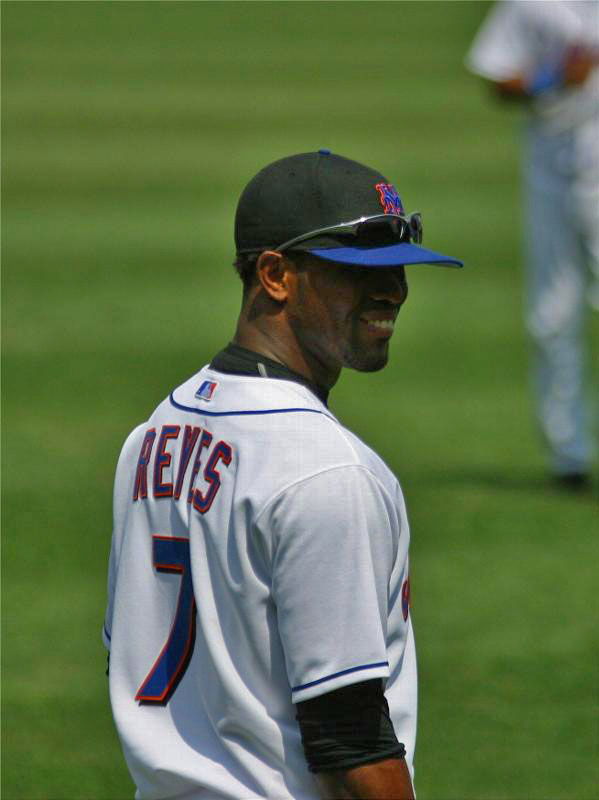
2006年5月

シーズンではスプリングトレーニングではリッキー・ヘンダーソンから指導を受けた。これまではボール球でも構わず振り、自分の好きなタイミングで盗塁のスタートを切っていたレイエスに対し、ヘンダーソンは「2ストライク後の投球へのアプローチへの仕方」と「投手の癖を見抜いてスタートを切ること」をアドバイスした。前半戦86試合で8本塁打41打点39盗塁、打率.300と成績を残し、オールスターにも初選出されたが、7月7日のフロリダ・マーリンズ戦で左手小指を7針縫う怪我をしたため辞退。7月18日に復帰した。8月3日にメッツと総額2325万ドルの4年契約（2011年・1100万ドルの球団オプション付き）を結んだ。この年は153試合に出場し、打率.300・19本塁打・81打点と打撃3部門全てにおいて自己最高を記録。四球53と前年より倍近く増やし、課題だった出塁率も.354と向上した。さらに2年連続で60盗塁を超え（64盗塁）盗塁王を獲得、三塁打も2年連続17本でリーグ1位となった。

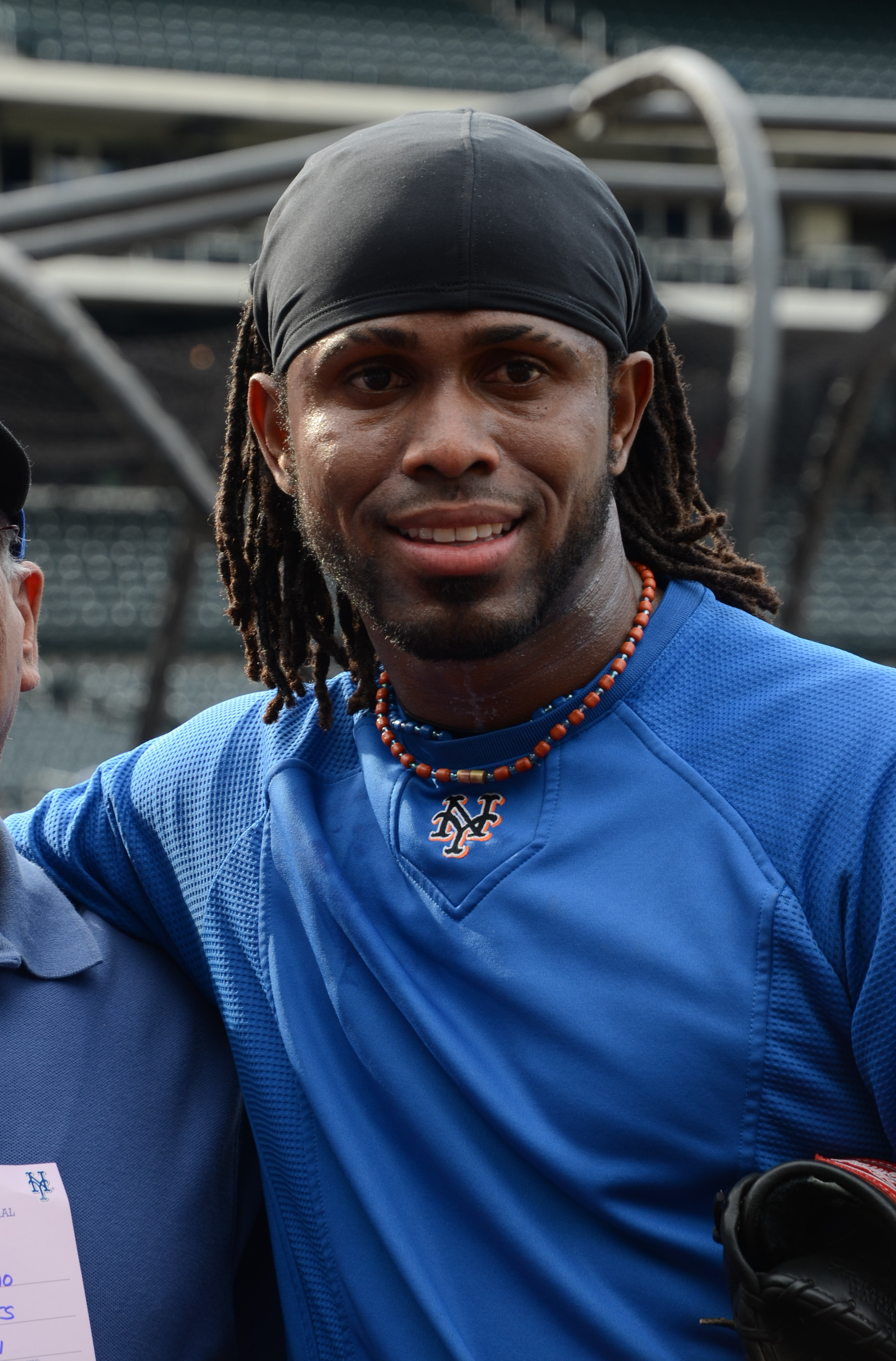
2011年9月1日

2007年はシーズン前にMVP候補に挙げられた。高い期待に応えるように、レイエスはオールスターまでに46盗塁・出塁率.387を記録していた。しかし後半戦に入ると成績は急降下。チームも地区2位のフィラデルフィア・フィリーズに残り17試合で7ゲーム差をつけて首位にいたのに、最終戦で順位を逆転されてポストシーズン進出を逃した。シーズン78盗塁で3年連続の盗塁王を獲得したにもかかわらず、メッツ転落の「最大の戦犯」として名前が挙げられた。レイエスが後半戦に不振に陥った理由として、2006年春にはレイエスを成長させたヘンダーソンの存在が指摘されている。オールスター後にメッツのコーチに就任したヘンダーソンだが、試合前にトランプをする姿が若いレイエスに悪影響を与えたとみられ、実際にヘンダーソンがコーチ就任して以降のレイエスの打率は.247と低迷している。そのほか、シーズンを通して多く盗塁したことで9月に疲労が押し寄せたことが不振につながった、という指摘もある。
2008年は4年連続での盗塁王を逃したが、シーズントータルで56盗塁を記録し、9月10日にはムーキー・ウィルソンの通算盗塁球団記録281を更新。19三塁打と自己最高の数字を記録。前年より打率・出塁率が上昇し、リーグ最多の204安打を記録。しかし、9月の月間打率.243・出塁率.314は「レイエスの出塁が鍵」と言われるチームにとっては十分な成績とは言えず、2年連続で惨敗の戦犯の一人となった。
2009年はシーズン開幕前の3月に開催された第2回WBCのドミニカ共和国代表に選出され、2大会連続2度目の選出を果たした。シーズンでは、故障の影響で、5年ぶりに出場試合数が150を下回った。また、出場試合数が減少した影響で、打数・得点・安打・二塁打・三塁打・本塁打・盗塁などの各部門で自己最小の数字に終わった。それでも、盗塁数は11盗塁であり、メジャーデビュー以来7年連続で二桁盗塁を記録した。
2010年5月25日のフィラデルフィア・フィリーズ戦でジェイミー・モイヤーからメジャー通算1000本安打を達成。オールスターに選出されたが故障のため辞退した。オフの11月3日にメッツが1100万ドルの球団オプションを行使した。
2011年6月28日にメジャー通算1000試合出場を達成。この試合で通算360個目の盗塁を記録したが、これはこの時点でメジャー歴代100位に入った盗塁であった。この年もオールスターにファン投票で選出されたが、再び故障のため出場できなかった。このシーズン、打率.337を記録し、ミルウォーキー・ブルワーズのライアン・ブラウンを抑えてナ・リーグ首位打者となった。これはメッツ創設以来50シーズン目にして球団史上初の首位打者であった。また、このシーズンにおいてレイエスは126試合にしか出場しておらず、2002年のマニー・ラミレス（当時ボストン・レッドソックス）が120試合出場で首位打者となって以後、最少出場試合数の首位打者であった。オフの10月30日にFAとなった。

### マーリンズ時代

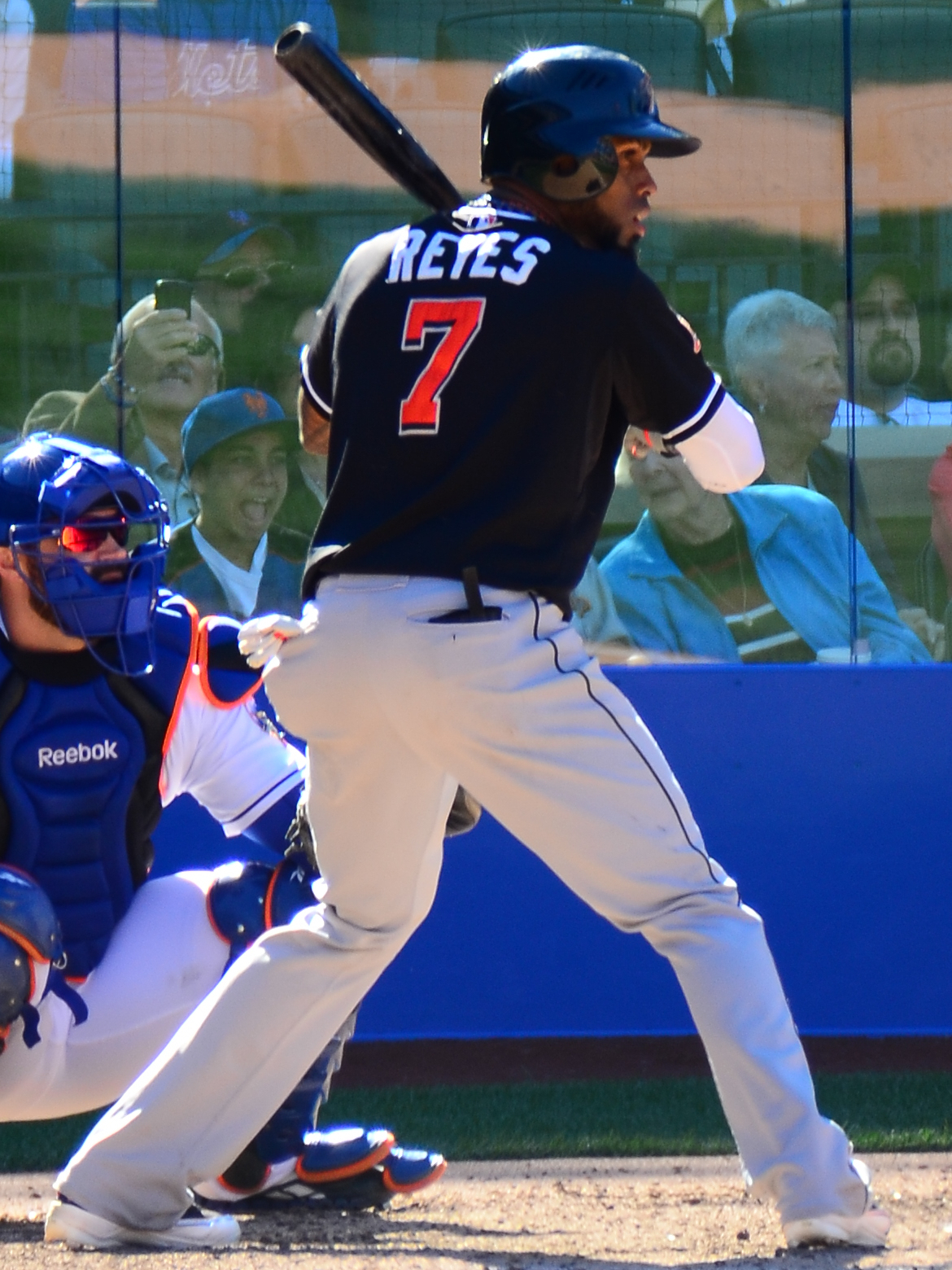
2012年9月23日

2011年12月5日にマイアミ・マーリンズと総額1億600万ドルの6年契約（2018年・2200万ドルの球団オプション付き）を結んだ。
2012年は160試合に出場して打率.287、11本塁打、57打点、40盗塁を記録した。

### ブルージェイズ時代

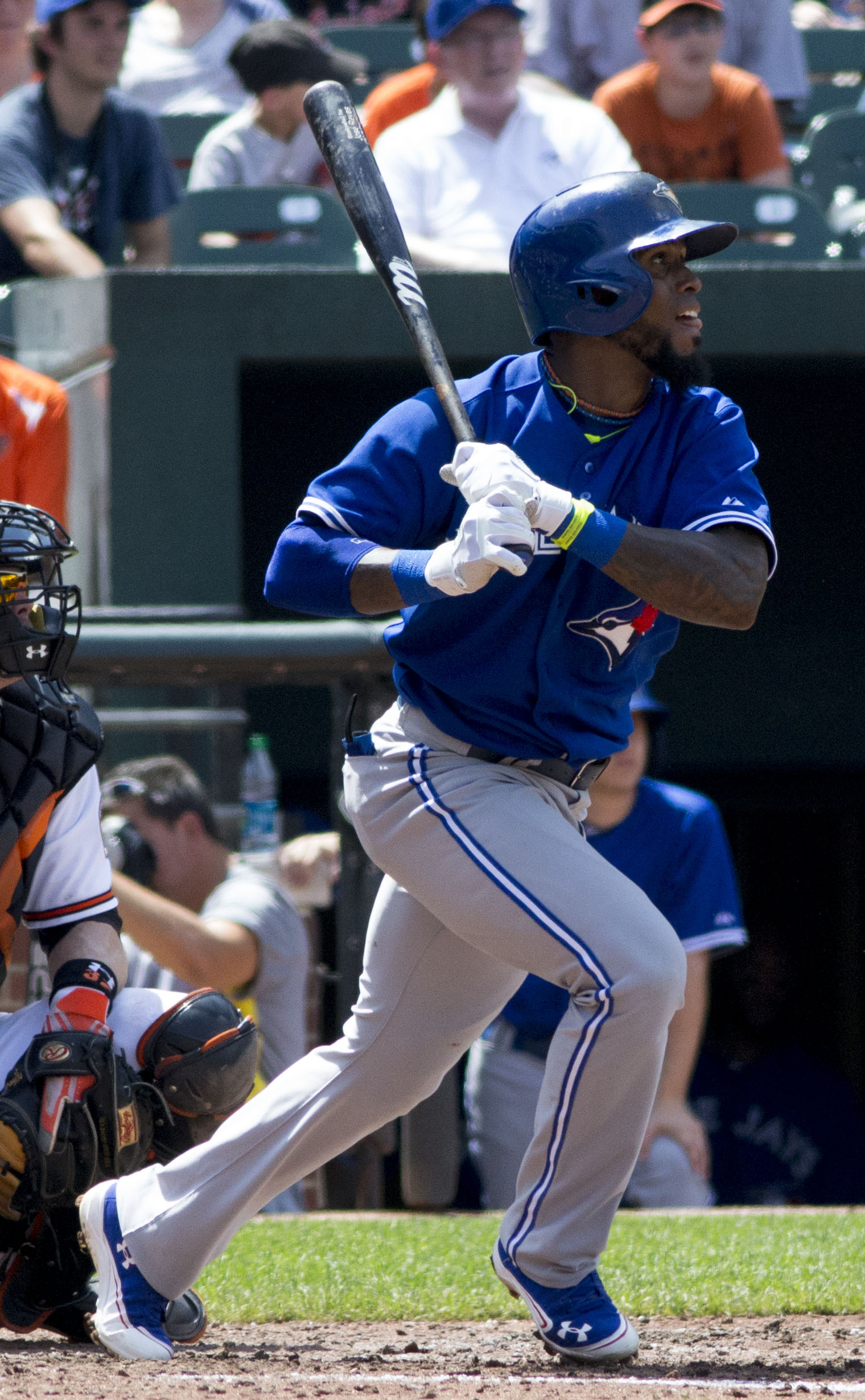
2013年7月14日

2012年11月19日にユネル・エスコバー、アデイニー・エチェバリア、ヘンダーソン・アルバレス、ジェフ・マシス、ジャスティン・ニコリーノ、アンソニー・デスクラファニー、ジェイク・マリスニックとのトレードで、ジョシュ・ジョンソン、マーク・バーリー、ジョン・バック、エミリオ・ボニファシオと共にトロント・ブルージェイズへ移籍した。
2013年はシーズン開幕前の3月に開催された第3回WBCのドミニカ共和国代表に選出され、3大会連続3度目の選出を果たした。同大会では、チームの初優勝に貢献。自身も遊撃手部門でベストナインを獲得した。シーズン序盤の4月12日のカンザスシティ・ロイヤルズ戦で二盗を試みスライディングをした際に左足首を負傷、故障者リスト入りとなった（4月23日には40人枠からも外された）。これに伴い、レイエスの代役として川﨑宗則がメジャーに昇格した。その後リハビリを経て6月23日に故障者リストから外れた。この年は故障の影響もあって93試合の出場にとどまり、打率.296、10本塁打、37打点、15盗塁だった。
2014年は遊撃手のレギュラーとして143試合に出場。いずれも2年ぶりとなる140試合以上の出場と規定打席到達、50打点以上、30盗塁以上を記録した。盗塁成功率93.8%は30盗塁以上を記録した選手の中では両リーグで1位だった。

### ロッキーズ時代

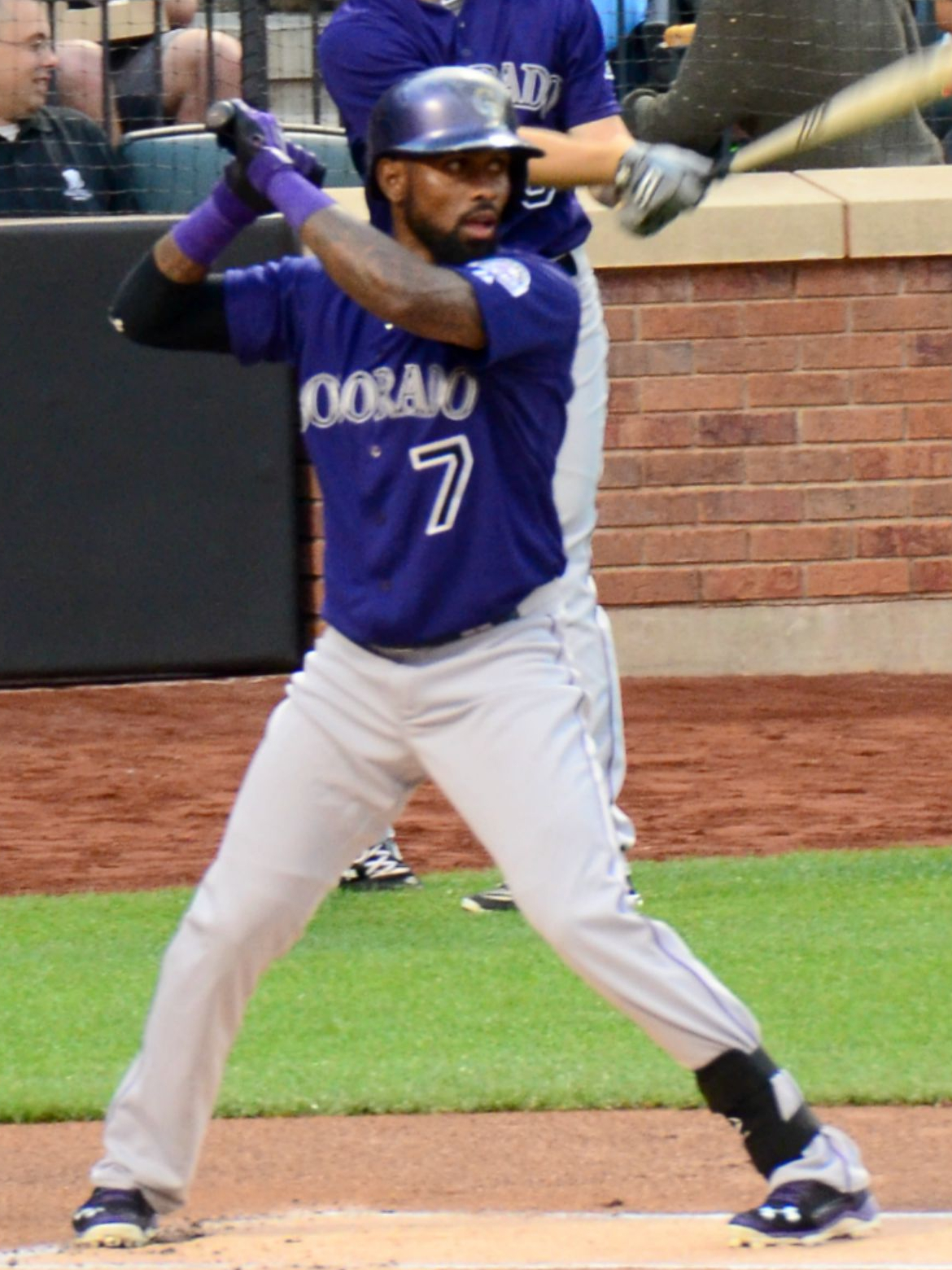
2015年8月10日

2015年7月28日にトロイ・トゥロウィツキー、ラトロイ・ホーキンスとのトレードで、ミゲル・カストロ、ジェフ・ホフマン、ヘスス・ティノコと共にコロラド・ロッキーズへ移籍した。
2016年2月23日にMLBはレイエスに対して、2015年10月にハワイでドメスティックバイオレンス(DV)の容疑で拘束・起訴された件について、その裁判が終結するまでの間野球活動を停止するように命じた。6月15日にDFAとなり、10日以内の措置として23日に自由契約となった。

### メッツ復帰
2016年6月25日に古巣のメッツとマイナー契約を結んだ。A-級ブルックリン・サイクロンズとAA級ビンガムトンでの調整を経て、7月5日にメジャー契約を結んでアクティブ・ロースター入りした。復帰後は主に三塁手のレギュラーで起用され、60試合に出場して打率.267、8本塁打、24打点、9盗塁を記録した。
2017年はシーズン開幕前の2月8日に第4回WBCのドミニカ共和国代表に選出され、4大会連続4度目の選出を果たした。シーズンでは5月21日のロサンゼルス・エンゼルス戦でアレックス・メイヤーから通算2000本安打を記録した。7月24日のパドレス戦で史上39人目の通算500盗塁を達成した。オフの11月2日にFAとなったが、2018年1月26日に1年200万ドルでメッツと再契約した。
2018年4月4日に妻とアメリカ合衆国に帰化している。シーズンでは110試合に出場して打率.189、4本塁打、16打点、5盗塁を記録した。オフの10月29日にFAとなった。
2018年シーズン中の『日刊ゲンダイDIGITAL』の報道によると、テレビタレントをしている元愛人との間にできた子供の養育費を途中から支払わなくなったため、2017年に元愛人から訴訟を起こされているとのこと。

### メッツ退団後
現役時代から細々とデンボー歌手として活動し、レコード会社も持っていた。
FAになって以降、歌手として本格的に活動しており、2018年11月12日に『Vivimo Caro』をリリース。レイエスを崇拝する古巣メッツのアーメッド・ロザリオや親交のあるニューヨーク・ヤンキースのエドウィン・エンカーナシオンが翌年自身の登場曲として使用した。
2019年3月22日にLirico En La Casa とともに『5 Mujeres』をリリース。ロナルド・アクーニャ・ジュニアが自身の登場曲として使用した。
2020年7月29日に現役引退を表明した。

## 詳細情報

### 年度別打撃成績
| 年 度     | 球 団     | 試 合 | 打 席 | 打 数 | 得 点 | 安 打 | 二 塁 打 | 三 塁 打 | 本 塁 打 | 塁 打 | 打 点 | 盗 塁 | 盗 塁 死 | 犠 打 | 犠 飛 | 四 球 | 敬 遠 | 死 球 | 三 振 | 併 殺 打 | 打 率 | 出 塁 率 | 長 打 率 | O P S |
| --------- | --------- | ----- | ----- | ----- | ----- | ----- | -------- | -------- | -------- | ----- | ----- | ----- | -------- | ----- | ----- | ----- | ----- | ----- | ----- | -------- | ----- | -------- | -------- | ----- |
| 2003      | NYM       | 69    | 292   | 274   | 47    | 84    | 12       | 4        | 5        | 119   | 32    | 13    | 3        | 2     | 3     | 13    | 0     | 0     | 36    | 1        | .307  | .334     | .434     | .768  |
| 2004      | NYM       | 53    | 229   | 220   | 33    | 56    | 16       | 2        | 2        | 82    | 14    | 19    | 2        | 4     | 0     | 5     | 0     | 0     | 31    | 1        | .255  | .271     | .373     | .644  |
| 2005      | NYM       | 161   | 733   | 696   | 99    | 190   | 24       | 17       | 7        | 269   | 58    | 60    | 15       | 4     | 4     | 27    | 0     | 2     | 78    | 7        | .273  | .300     | .386     | .686  |
| 2006      | NYM       | 153   | 703   | 647   | 122   | 194   | 30       | 17       | 19       | 315   | 81    | 64    | 17       | 2     | 0     | 53    | 6     | 1     | 81    | 6        | .300  | .354     | .487     | .841  |
| 2007      | NYM       | 160   | 765   | 681   | 119   | 191   | 36       | 12       | 12       | 287   | 57    | 78    | 21       | 5     | 1     | 77    | 13    | 1     | 78    | 6        | .280  | .354     | .421     | .775  |
| 2008      | NYM       | 159   | 763   | 688   | 113   | 204   | 37       | 19       | 16       | 327   | 68    | 56    | 15       | 5     | 3     | 66    | 8     | 1     | 82    | 9        | .297  | .358     | .475     | .833  |
| 2009      | NYM       | 36    | 166   | 147   | 18    | 41    | 7        | 2        | 2        | 58    | 15    | 11    | 2        | 0     | 1     | 18    | 1     | 0     | 19    | 2        | .279  | .355     | .395     | .750  |
| 2010      | NYM       | 133   | 603   | 563   | 83    | 159   | 29       | 10       | 11       | 241   | 54    | 30    | 10       | 4     | 3     | 31    | 4     | 2     | 63    | 8        | .282  | .321     | .428     | .749  |
| 2011      | NYM       | 126   | 586   | 537   | 101   | 181   | 31       | 16       | 7        | 265   | 44    | 39    | 7        | 2     | 4     | 43    | 9     | 0     | 41    | 5        | .337  | .384     | .493     | .877  |
| 2012      | MIA       | 160   | 716   | 642   | 86    | 184   | 37       | 12       | 11       | 278   | 57    | 40    | 11       | 5     | 6     | 63    | 9     | 0     | 56    | 10       | .287  | .347     | .433     | .780  |
| 2013      | TOR       | 93    | 419   | 382   | 58    | 113   | 20       | 0        | 10       | 163   | 37    | 15    | 6        | 0     | 2     | 34    | 2     | 1     | 47    | 6        | .296  | .353     | .427     | .780  |
| 2014      | TOR       | 143   | 655   | 610   | 94    | 175   | 33       | 4        | 9        | 243   | 51    | 30    | 2        | 2     | 4     | 38    | 1     | 1     | 73    | 4        | .287  | .328     | .398     | .726  |
| 2015      | TOR       | 69    | 311   | 288   | 36    | 82    | 17       | 0        | 4        | 111   | 34    | 16    | 2        | 4     | 2     | 17    | 0     | 0     | 38    | 3        | .285  | .322     | .385     | .708  |
| 2015      | COL       | 47    | 208   | 193   | 21    | 50    | 8        | 2        | 3        | 71    | 19    | 8     | 4        | 5     | 1     | 9     | 0     | 0     | 24    | 3        | .259  | .291     | .368     | .659  |
| '15計     | COL       | 116   | 559   | 481   | 57    | 132   | 33       | 4        | 9        | 182   | 53    | 24    | 6        | 9     | 3     | 26    | 0     | 0     | 62    | 6        | .274  | .310     | .385     | .688  |
| 2016      | NYM       | 60    | 279   | 255   | 45    | 68    | 13       | 4        | 8        | 113   | 24    | 9     | 2        | 0     | 1     | 23    | 1     | 0     | 49    | 3        | .267  | .326     | .443     | .769  |
| 2017      | NYM       | 145   | 561   | 501   | 75    | 123   | 25       | 7        | 15       | 207   | 58    | 24    | 6        | 5     | 3     | 50    | 1     | 2     | 79    | 3        | .246  | .315     | .413     | .728  |
| 2018      | NYM       | 110   | 251   | 228   | 30    | 43    | 12       | 3        | 4        | 73    | 16    | 5     | 2        | 1     | 0     | 22    | 1     | 0     | 39    | 5        | .189  | .260     | .320     | .580  |
| MLB：16年 | MLB：16年 | 1877  | 8240  | 7552  | 1180  | 2138  | 387      | 131      | 145      | 3222  | 719   | 517   | 127      | 50    | 38    | 589   | 56    | 11    | 914   | 82       | .283  | .334     | .427     | .761  |

- 各年度の太字はリーグ最高

### 獲得タイトル
MLB
- 首位打者：1回（2011年）
- 盗塁王：3回（2005年 - 2007年）

### 表彰
MiLB
- オールスター・フューチャーズゲームMVP：1回（2002年）

MLB
- シルバースラッガー賞（遊撃手部門）：1回（2006年）
- プレイヤー・オブ・ザ・マンス：1回（2007年4月）

ドミニカ共和国代表
- WBCベストナイン：1回（2013年）

### 記録
MiLB
- オールスター・フューチャーズゲーム選出：1回（2002年）

MLB
- MLBオールスターゲーム選出：3回（2006年、2007年、2010年）
- サイクル安打：1回（2006年7月21日）

### 背番号
- 7（2003年 - 2018年）

### 代表歴
- 2006 ワールド・ベースボール・クラシック・ドミニカ共和国代表
- 2009 ワールド・ベースボール・クラシック・ドミニカ共和国代表
- 2013 ワールド・ベースボール・クラシック・ドミニカ共和国代表
- 2017 ワールド・ベースボール・クラシック・ドミニカ共和国代表